# Good as I Been to You
Good as I Been to You is het 28e studioalbum van Bob Dylan, uitgebracht op 3 november 1992 op Columbia Records. Het is een album zonder nieuwe eigen composities en bevat alleen covers en traditionals.

## Productie
Dylan nam in eerste instantie het album met een begeleidingsband in Chicago op met producer David Bromberg, maar de mix beviel Dylan niet. Twee nummers van deze sessies, "Miss The Mississippi" en "Duncan & Brady", werden in 2008 uitgebracht op The Bootleg Series Vol. 8: Tell Tale Signs: Rare and Unreleased 1989–2006. Dylan nam het album opnieuw op in zijn garage in Malibu, nu solo met alleen begeleiding van gitaar en mondharmonica.

## Tracklist
Alle nummers zijn traditionals, gearrangeerd door Bob Dylan, behalve waar aangegeven.

| 1.                 | Frankie & Albert            | arrangement Mississippi John Hurt | 3:50 |
| 2.                 | Jim Jones                   |                                   | 3:52 |
| 3.                 | Black Jack Davey            |                                   | 5:47 |
| 4.                 | Canadee-i-o                 | arrangement Nic Jones             | 4:20 |
| 5.                 | Sittin' on Top of the World | Walter Vinson and Lonnie Chatmon  | 4:27 |
| 6.                 | Little Maggie               |                                   | 2:52 |
| 7.                 | Hard Times                  | Stephen Foster                    | 4:31 |
| Totale duur: 29:39 |                             |                                   |      |

| 1.                 | Step It Up and Go       |                        | 2:54 |
| 2.                 | Tomorrow Night          | Sam Coslow, Will Grosz | 3:42 |
| 3.                 | Arthur McBride          | arrangement Paul Brady | 6:20 |
| 4.                 | You're Gonna Quit Me    | Blind Blake            | 2:46 |
| 5.                 | Diamond Joe             |                        | 3:14 |
| 6.                 | Froggie Went A-Courtin' |                        | 6:26 |
| Totale duur: 25:22 |                         |                        |      |

## Hitnoteringen
Het album bereikte nummer 51 op de Billboard 200, nummer 18 op de UK Albums Chart en nummer 71 in Nederland.
- MusicBrainz release group: 43f420f8-44ca-3ff2-92c2-c6f285cb163b